# بن بات
بن بات (انگلیسی: Ben Batt؛ زادهٔ ۷ فوریهٔ ۱۹۸۶) بازیگر اهل بریتانیا است.
از فیلم‌ها یا برنامه‌های تلویزیونی که وی در آن نقش داشته‌است می‌توان به کاپیتان آمریکا: نخستین انتقامجو، بازی انگلیسی، و دامینا اشاره کرد.